# Tarachidia haworthana
Tarachidia haworthana là một loài bướm đêm trong họ Noctuidae.